# Asserballe
Asserballe er en landsby på Als med 261 indbyggere  (2024). Asserballe er beliggende fem kilometer syd for Fynshav, seks kilometer øst for Augustenborg og 13 kilometer nordøst for Sønderborg. Byen tilhører Sønderborg Kommune og er beliggende i Region Syddanmark. Den hører til Asserballe Sogn.
Byen er bl.a. kendt, fordi forfatteren Herman Bang blev født der i 1857. Hans roman Tine foregår i Asserballe, hvor Bangs fødegård, præstegården, er scene for en stor del af romanens handling. Præstegården ligger endnu i byen og kan ses fra hovedvejen.
Af attraktioner kan opleves Asserballe Kirke, Als GoKart Center og Høgebjerg, der ligger 1 km fra Asserballe, og som med sine 81 meter er Als' højeste punkt.

## Ekstern henvisning
- Wikimedia Commons har flere filer relateret til Asserballe